# Edesa
Edesa (gr. Έδεσσα, Édessa; bułg. Во̀ден, Vо̀den) – miasto w północnej Grecji, w regionie Macedonia Środkowa, w jednostce regionalnej Pella. Siedziba gminy Edesa. W 2011 roku liczyło 18229 mieszkańców. Przemysł włókienniczy, spożywczy (głównie tytoniowy, winiarstwo). Ośrodek turystyczny. Zabytkowe świątynie bizantyjskie z freskami i mozaikami.
Stąd pochodzili rodzice piosenkarki Eleni
Nazwa miasta jest prawdopodobnie pochodzenia iliryjskiego. Do odkryć archeologicznych z 1977 identyfikowana z pierwszą stolicą starożytnej Macedonii Ajgaj – obecnie Ajgaj utożsamia się z Werginą.

## Miasta partnerskie
- Plewen, Bułgaria